# محمد اشرفی
محمد اشرفی معروف به مقدس اشرفی و حاجی اشرفی (زاده ۲۸ آبان ۱۱۸۳خ، بهشهر - درگذشته ۵ بهمن ۱۲۷۶خ، بابل) از فقها، مراجع تقلید و عرفای شیعه بود.
اولین زندگینامه مدون وی به کوشش مریم حجتی - از نوادگان وی - در سال ۱۳۸۶ با نام «آسمان در آینه» به چاپ رسید. عکس منسوب به وی نیز توسط ناصرالدین شاه قاجار گرفته شده که برای اولین بار با پژوهش مریم حجتی از آرشیو آلبوم‌های کاخ گلستان به دست آمد.
اولین معلم او پدرش ملامحمدمهدی بود و علاوه بر تدریس مقدمات علوم دینی، با شیوه آموزشی خاصی که داشت محبت امامان را نیز در نهاد او کاشت.
اشرفی در بهشهر، اصفهان، نجف، کربلا و سامرا تحصیل و اغلب عمر خود را در بابل به تدریس مشغول بود. سعیدالعلما، شیخ مرتضی انصاری و صاحب جواهر از استادان او بودند و پس از دریافت اجتهاد و قبل از بازگشت به ایران و پیش از راه اندازی حوزه سامرا توسط میرزای حسن حسینی شیرازی به سامرا رفت و در حرم امامان مدفون در سامرا مشغول بحث و درس بود. در برخی منابع او را روحانی سیاسی معرفی کردند که در درگیری‌های مسلمانان با بابیه بابل نقش داشته است. برخی اختلاف نظرات او با سایر مراجع و فتاوی متفاوت او در حوزه‌های علمیه طی سالها زمینه بحث بوده است. عمارت بزرگ او در بابل و همچنین رونق حوزه علمیه بابل که توسط او اداره می‌شد توجه ناصرالدین شاه را به خود جلب کرده و به هم‌صحبتی و گاهی مجادلات او با ناصرالدین شاه در منابع داخلی و خارجی اشاره شده است. بعدها تجلی این تفکر سیاسی در یکی از شاگردان او یعنی شیخ عبدالله مازندرانی هدایت‌گر مشروطه شد. تنکابنی گرایش اشرفی به عرفان را قوی‌تر از سایر ویژگی‌های او می‌دانست، اشرفی پس از درگذشت سعیدالعلما در ۱۲۳۳خ مسئولیت حوزه بابل و امامت مسجد جامع شهر را بعهده گرفت اما مرجعیت را تا پس از درگذشت شیخ مرتضی انصاری نپذیرفت. در سال ۱۲۴۳خ پس از درگذشت شیخ انصاری مرجعیت بخشهایی از ایران، قفقاز و هرات را بعهده گرفت و رساله‌ای به زبان فارسی نوشت و در اختیار مقلدین خود قرار داد. اشرفی به همراه سعیدالعلما در مبارزات علیه بابیه نقش محوری داشتند.

## زندگی
تحصیلات را در بابل و در کلاسهای سعیدالعلماء آغاز کرد و در اصفهان، نجف و کربلا ادامه داده و در سن ۲۱ سالگی به اجتهاد رسید و به بابل بازگشت. حجتی در کتاب خود نوشته که محمدباقر شفتی لقب حجت الاسلام را به او داده است. اشرفی در کنار توجه به امور دینی مردم و تدریس در حوزه بابل، به مشکلات آنها نیز توجه داشت و کمک به محرومان و نیازمندان را وظیفه خود می‌دانست. وی به رفتار پسندیده و معاشرت با مردم و صمیمیت شناخته می‌شد و در رفع نیاز فقرا و حل مشکلات فردی و اجتماعی آنان می‌کوشید. از شیخ عبدالله مازندرانی که خود از شاگردان وی بود، نقل شده که: «منزل حاجی، پناه محرومان و مظلومان بوده و مردم برای حوائج مختلف خود به ایشان مراجعه می‌کردند». او به عملکرد حکام شهر توجه و نظارت داشت و همواره اگر رفتاری ناشایست با مردم داشتند یا ستمی روا می‌داشتند متذکر می‌شد. مردم او را پشتبیان و پناه خود می‌دانستند و هر گاه اختلافی داشتند به او مراجعه می‌کردند. در یکی از موارد اختلاف مردم و حاکم شهر ایشان رأی به نفع مردم می‌دهد و کار بالا می‌گیرد و ناصرالدین شاه او را به تهران احضار می‌کند و پس از عکس‌العمل و اعتراض مردم، با میانجی‌گری ملاعلی کنی موضوع فیصله می‌یابد.
در تاریخ مازندران به قلم مهجوری آمده؛ عکس جوانی ملا محمد که قطعه شعری هم بالای آن نوشته شده است ظاهراً توسط شخص ناصرالدین شاه در یکی از ملاقاتهای ایشان گرفته شده و روایت شده که شعر روی عکس با دست خط خود شاه نوشته شده است. اصل شعر ظاهراً سروده قاآنی است که در ترکیب‌بند شماره ۶ او در وصف محمدشاه قاضی آمده است.
| خلق می‌بینند در تصویر تو یک شیبر جای |  | غافلند از یک جهان معنی که در تصویر توست |

این عکس احتمالاً در سفر اول ناصرالدین شاه به مازندران در سال ۱۲۸۳ق برداشته شده است. شاه در سفرنامه خود به این ملاقات اشاره داشته است شاه سفر دومی هم به مازندران در سال ۱۲۹۲ق داشته و مجدداً در بیست و یک رمضان با اشرفی ملاقات کرده است. به این اتفاق در کتاب «روابط بیگانگان و شیعیان- قرن ۱۹ ایران و اقلیت یهودی" اثر دانیال سادیک نیز اشاره مفصلی شده است.
در برخی منابع، خصوصاً منابع خارجی او را متهم به رفتار سیاسی می‌کنند. دانیل سادیک در بحث درگیری مسلمانان و یهودیان بابل بر سر کشته شدن دختر مسلمانی توسط تاجر یهودی شش روایت مختلف را از منابع خارجی و نمایندگانشان در بابل مطرح می‌کند که در پنج روایت اشرفی را رهبر شورش بر علیه یهودیان می‌دانند. این اتفاقات در بابل اعتراضات بریتانیا و ترکیه را نیز به دنبال داشته که به‌طور رسمی به وزارت خارجه ایران ابلاغ شده است و در نهایت با مکاتبه ناصرالدین شاه با اشرفی و دخالت حکومت مرکزی و پس از مدتها کشمکش، مشکل رفع می‌شود.
سال خورشیدی

### دوران حیات - قرن سیزدهم خورشیدی وقرن نوزدهم میلادی
اشرفی در انتهای قرن ۱۲ خورشیدی متولد و در انتهای قرن ۱۳ خورشیدی درگذشت. اتفاقات مهمی در دوران زندگی او در ایران و در جهان اسلام واقع شد که دانستن آنها اهمیت دارد. این زمان مصادف با شروع تا پایان قرن نوزدهم میلادی و اوج قدرت بریتانیای کبیر و نابودی کامل امپراطوری‌های عثمانی، اسپانیا و پرتغال است. بقایای امپراتوری‌های مغول و روم مقدس نیز محو شدند. در ابتدای قرن با شکست فرانسه در واترلو، جنگهای ناپلئونی نیز در ۱۸۱۵ پایان پذیرفت. یک چهارم از جمعیت جهان و یک سوم زمین‌ها در اختیار بریتانیا قرار داشت. در این سده که در بریتانیا عصر ویکتوریا نیز نامیده می‌شود انقلاب صنعتی به سردمداری بریتانیا و آلمان آغاز شد و رفته رفته تمام کشورهای صنعتی منجمله ژاپن با این انقلاب همراه شدند. روسیه و چین هم با تأخیر قابل ملاحظه ای وارد انقلاب صنعتی شدند. نیمه دوم این قرن (۱۸۴۴) با ظهور باب دنیای اسلام با چالش بزرگی مواجه شد. انتشار اعلامیه کمونیسم (۱۸۴۸)، انتشار کتاب خاستگاه گونه‌ها داروین و ظهور فلاسفه بزرگ غرب نظیر کانت، هگل، مارکس، نیچه و شوپنهاور مبانی نظری جدیدی را در برابر علمای دین قرار داد که مأموریت ایشان را بسیار سنگین می‌نمود.
اشرفی در سال هفتم حکومت فتحعلی شاه متولد شد و ۳۰ ساله بود که محمد شاه حکومت را در سال ۱۲۱۳خ به دست گرفت و ۱۴ سال بعد در سال ۱۲۲۷خ ناصرالدین شاه بر تخت نشست و پنجاه سال حاکم بود. اشرفی یک سال و نیم پس از ترور ناصرالدین شاه -توسط میرزارضا کرمانی- در زمان مظفرالدین شاه درگذشت. اغلب پادشاهان قاجار برای پیشبرد اهدافشان معمولاً از موقعیت اجتماعی روحانیون بهره می‌گرفتند و ناصرالدین شاه با کمک فتوای جهاد اشرفی و عریضه تعداد کثیری از مجتهدان و روحانیون آمادگی کامل را برای بازپس‌گیری هرات ایجاد کرد. اسامی ۲۹ نفر از ایشان در کتاب ناسخ التواریخ در بخش 'ذکر حکومت شاهزاده سلطان مرادمیرزای حسام‌السلطنه در خراسان و مأمور شدن او به نظم افغانستان و تسخیر هرات وقایع سال ۱۸۵۵ تا 1857' آمده است. او علیرغم تلاشهای ناکام قبلی در این مرحله موفق می‌شود که هرات را از چنگ بریتانیا درآورد ولی در مقابل فشارهای همه‌جانبه و تزلزل داخلی دوام نیاورده و بعدها مجدداً هرات را تقدیم بریتانیا می‌کند. در این دوره کشور از لحاظ اقتصادی اوضاع مناسبی نداشت به شکلی که طی پنجاه سال دوره ناصرالدین شاه مردم تقریباً تورم ۶۰۰ درصدی را تجربه کردند و دولت مجبور به واگذاری امتیازات و استقراض از دولت‌های خارجی برای تأمین هزینه‌های دربار شد. این مشکلات، زمینه‌ساز مشروطه اول شد و منجر به امضای فرمان مشروطه در ۱۲۸۵ توسط مظفرالدین شاه شد.
اشرفی و استادش سعیدالعلما در بیشتر زمان حضور در مازندران، مشغول مبارزه با بابیه و بهاییت و هدایت مردم برای کاهش مشکلات اقتصادی و تبعات آن برای مردم بودند.

### دیدگاه‌ها و الگوهای ارائه شده توسط اشرفی
تنکابنی معتقد است بخشی از شهرت و جایگاه محمد اشرفی به تحصیلات و معلمی او مربوط نبوده است بلکه ناشی از ممارست و تلاش و ریاضت‌هایی که تحمل می‌کرد، بود. حیات پس از مرگ و جاودانگی نتیجه ویژگی‌ها و رفتارهای انسان در طول زندگی اوست. محمد اشرفی معتقد بود که موفقیت نتیجه تلاش و دریافت هدایت از بالاست. (همانکه یک مسلمان حداقل ۱۰ بار در شبانه روز از خدا می‌خواهد «اهْدِنَا الصِّرَاطَ الْمُسْتَقِیمَ»)
جاودانگی هر فرد مشهوری (چه محبوب و چه منفور) در تاریخ علتی دارد و نیکزاد در مقاله خود، راز ماندگاری اشرفی را ارتباط خاص و مداوم او با یکی از عناصر جاودانه جهان، یعنی قرآن می‌داند.
| خوش بود لب آب و گل و سبزه و نسرین      |  | افسوس که آن گنج روان رهگذری بود |
| خود را بکش ای بلبل از این رشک که گل را |  | با باد صبا وقت سحر جلوه گری بود |
| هر گنج سعادت که خدا داد به حافظ        |  | از یمن دعای شب و ورد سحری بود   |

- سفر و مهاجرت: بارها رنج سفر را برای کسب علم و بهره‌مندی از درس علمای صاحب نام تحمل کرد و تلاش و جهد را بر نشستن ترجیح داد.[۱] در نهایت به سبب مرکزیت علمی بابل در آن زمان به این شهر مهاجرت نمود و با هدف تربیت شاگردانی بزرگ و مؤثرتر تا پایان عمر در این شهر اقامت کرد.[۳]
- الگوی تلاش وافر و تداوم در عبادت و راز و نیاز : ارتباط با خدا به آسانی حاصل نمی‌شود و ممارست بسیاری می‌خواهد. با وصل شدن به خداست که قادر به طی پله‌های ترقی شد. تنکابنی در کتاب قصص العلما اشاره ای به روش تلاش او دارد.[۳][۱۳]
- سفارش به تکیه بر قرآن و تقوی : علامه اشرفی در طول حیات طولانی خود علیرغم داشتن تمکن مالی نسبی ساده زیستی و پرهیزگاری را سرلوحه زندگی خود داشت و همواره با تکیه بر تعالیم قرآنی می‌زیست و بسیار سفارش می‌کرد که «در دوران غیبت حجت به قرآن و تقوی تکیه کنید.»[۱۴]
- برای پاکی روح تلاش کنید : با تذکر امام رضا به فردی چون ملا محمد اهمیت این موضوع در ارتقاء توان روحی بیشتر مشخص می‌شود.[۱۵]
- توصیه به جمع بین علم به خدا و عمل به احکام الهی : آموختن علم با روشی چون جهاد در کنار تمرین دائم این علم، ملکه ای برای عامل آن خلق می‌کند و پس از سالها توانایی‌های خارق‌العاده ای برای صاحب این رویه ایجاد می‌کند که باور کردنی نیست.[۱۶]

#### دیدگاه نسبت به مشروطه و مشروعه
یکی از مهم‌ترین چالش‌های ۲۰۰ ساله اخیر تقابل دو گروه مشروطه‌خواه و مشروعه‌خواه بوده است که در نهایت در عصر مظفرالدین شاه طیف مشروطه‌خواه پیروز و در سال ۱۳۵۷ مشروعه توانست انتقام سختی از مشروطه بگیرد و حاکم مطلق کشور شود.
اشرفی سعی داشته تعامل سازنده با حاکمیت داشته باشد، بدون آنکه شرط فقاهت برای حاکم قائل باشد و از طرفی شاگردان این مکتب بعدها سردمدار مشروطه شدند. عدم تأیید مرجعیت عامه میرزای شیرازی و انتشار رساله پس از درگذشت شیخ انصاری در شرایطی که برخی روحانیون تراز اول میرزا را مرجع عامه معرفی کردند- می‌تواند حاکی از اختلاف سلیقه با میرزای شیرازی باشد. همکاریهای مکرر اشرفی با ناصرالدین شاه، به جهت رفع فتنه‌های آن دوران صدور فتوای جهاد برای بازپس‌گیری هرات با درخواست شاه، در کنار تذکر و عتاب مؤثر که منجر به حصر او نیز شد. ، انتشار کتاب مکاسب توسط شیخ مرتضی انصاری و تمرکز شاگردان او بر اقتصاد و تأمین حوزه علمیه از کانالهای درآمدی و نه از مسیر وجوهات و نه از منابع دولتی، اختلاف شدید مراجع ثلاث نجف با شیخ فضل‌الله - همگی نشان از اختلاف نظر عمیق این دو طیف با یکدیگر دارد.
ملا احمد نراقی که او را مبین تئوری ولایت فقیه می‌دانند و همفکرانش یعنی میرزای شیرازی، شیخ فضل‌الله نوری، سید حسن مدرس و سید روح‌الله خمینی را تئوریسین‌های نظریه مشروعه می‌دانند، که با تعصب در پیشبرد این نظریه کوشیدند و از سوی دیگر شیخ مرتضی انصاری و سعیدالعلما، اشرفی، مراجع ثلاث نجف، بروجردی، خویی و، شریعتمداری، سیستانی و بعدها منتظری، روحانیونی بودند که بدون تعصب تفکر مشروطه را قبول داشتند و قید مشروعه را شرط لازم برای حکومت نمی‌دانستند.

## داستانهای زندگی اشرفی
داستان دعای او و عزل حاکم بارفروش و همچنین داستان میرزا حسن حکیم‌باشی دربارهٔ نامه نگاری اشرفی با علی بن موسی الرضا معروف است که امام رضا در عالم شهود به میرزا حسن پاسخ دادند.
| آیینه شو وصال پری طلعتان طلب |  | اول بروب خانه دگر میهمان طلب |

 - (شعر کامل از صائب)
در داستان دوم چند نکته حائز توجه است. اول اینکه امام شعری از صائب را برای انتقال منظور خود به کار بسته است. ثانیاً در پیام امام یک تذکر و بک راهبرد نهفته است. به این معنی که، برای دیدن امام باید ابتدا آیینه شد. و برای آیینه شدن باید درون را پالایش کرد.
داستان دیگری از کشته شدن دختر سید دامغانی توسط یک فروشنده یهودی و درگیری شیعیان بابل و اقلیت یهودی در کتاب «دانیال سدیک» آمده است. بنابر روایت این کتاب موضوع فراتر از مرزها رفته و دخالت دولت‌های بریتانیا و ترکیه را به دنبال داشته و در نهایت با دخالت علمای بابل حل می‌شود. ناصرالدین شاه نیز رفع مشکل را از طریق وزارت خارجه به اطلاع دولت‌های نگران خارجی می‌رساند.
داستانهایی از تأثیرات و نظرات تجاری و سیاسی اشرفی در کتاب Society, Politics and Economics in Mazandaran, Iran 1848-1914 آمده است.
در مراجع شیعی و کتب رجال مطالبی راجع به او آمده است که مهم‌ترین آنها به شرح ذیل می‌باشد.
- کتاب «آشنایی با فرزانگان بابل در سه قرن اخیر»؛ گردآورنده: عبدالرحمن باقرزاده
- حبیب آبادی، مکارم الآثار، ج۱، ص۱۲۸ و ج۳ ص ۲۲۳
- دایرةالمعارف تشیع، ج۲، ص۱۹۶
- الکرام البرره، شیخ آقابزرگ تهرانی، ج۲ص۶۷۲و۷۶۲
- معجم رجال الفکرو الادب فی النجف، امینی، ج۳، ص۱۱۴۱
- روزنامه جهان اسلام۲۴/۱۰/۱۳۷۱، ص۱۰
- فوایدالرضویه ص۶۲۸
- اعیان الشیعه، ج۹، ص۴۰۷
- مآثروآثارص۱۴۳
- گنجینه دانشمندان، رازی، محمد، ج۳، ص۱۶۱
- لباب الالقاب، ص۱۰۸
- نسخه مخلوط نقبا البشر
- ریحانه الادب، ج۱، ص۱۲۸
- اعیان الشیعه، ج۹
- قصص العلما، میرزا محمد تنکابنی، ص۱۲۳
- احسن الودیعه، ج۱، ص۱۲۴
- تاریخ مازندران مهجوری، ج۲، ص۱۸۰ و۱۹۳
- تاریخ طبرستان، اعتماد السلطنه، محمد حسن خان، ص۳۰۸
- الذریعه، ج۲. - ج ۱۴
- مرزداران فقاهت، طیار، محمود، ص۱۸۱

## شاگردان
از جمله شاگردان وی می‌توان به مجتهدان و علمای زیر اشاره کرد:
- شیخ عبدالله مازندرانی از مراجع ثلاث نجف و یکی از رهبران مشروطیت
- علی اصغر مجتهد امیرکلایی مازندرانی
- سید اسماعیل عمادی حائری (متوفی ۱۳۱۰ شمسی)
- سید حسن بهشتی (متوفی ۱۳۴۵ قمری)
- ولی‌الله مدرس بابلی (متوفی ۱۳۳۳ شمسی)
- ابوالقاسم هلیدشتی
- ملا رجبعلی سوادکوهی آلا شتی
- عبد الباقی سوادکوهی آلاشتی
- ملا رفیع ترشیزی سوادکوهی

## تالیفات و آثار به جای مانده
1. اسرارالشهاده: بزبان فارسی چاپ ۱۳۱۲ در تهران (همزمان با برگزاری کنگره بزرگداشت وی در سال ۱۳۸۸ مجدداً تجدیدچاپ گردید)[۱۹][۲۰]
2. شعایرالاسلام فی مسایل الحلال والحرام[۲۱][۲۲][۲۳]
3. رساله‌ای فارسی که با حواشی شیخ عبدالله مازندرانی منتشر شده است.[۲۴][۲۵][۲۶][۲۷]
4. المزار[نیازمند منبع]
5. تفسیرسوره قدر[۳][۲۸][نیازمند منبع]
6. الاجوبه عن الاسئله[۲۹][۳][۳۰][نیازمند منبع]

سید علی خامنه‌ای در پیامی به کنگره بزرگداشت اشرفی و سعیدالعلما دربارهٔ احیای شعائرالاسلام توصیه می‌کند.
از ملامحمد در بابل و بهشهر آثاری باقی مانده است. گروهی از نوادگان او همچنان متولی مسجد ماندگاری در بهشهر هستند. خانواده حجتی در بهشهر از نوادگان وی و نزدیک به صد و پنجاه سال همچون نیای خود خادم این مسجد هستند. این بنا معروف به مسجد آقا است. مسجد آقا در نقاش محله بهشهر واقع شده است و در دهه محرم و سایر ایام سال مراسم مذهبی در آن برگزار می‌شود. در حال حاضر از نوادگان او متولی این مسجد است.

### عقاید و نظرات فقهی خاص
ملا محمد در آثار خود گاهی نظرات خاصی مطرح کرده و فتاوی ای صادر کرده که در نوع خود منحصر به فرد هستند. بخشی از نظرات خاص وی در رساله آقای دکتر ایزدی فرد تحلیل شده است. نظراتش اغلب پایه‌های عرفانی و معنوی خاص دارد. به برخی موارد که جالب توجه هستند و در رساله موصوف تحلیل شده‌اند صرفاً در ادامه اشاره می‌شود.
- نظر او در خصوص کیفیت سلام و توجه به ملکین (دو ملک هر شخص) و همچنین امام و سایر مأمومین در مرحله سلام (پایانی) نماز
- نظر وی در خصوص صحت نماز در صورت داشتن هدف ثانوی از نماز (مثلاً داخل بهشت نماید یا از جهنم نجات دهد یا حتی ثواب عمل را از خداوند کریم در دنیا بخواهد) در کنار هدف اصلی (فرمانبرداری از خدا)
- فتوا در خصوص تبعیض در تقلید به این معنا که مقلد می‌تواند در مسایل مختلف مانند نماز، روزه، زکات، خمس و معاملات دارای مراجع تقلید متعدد باشد. (این مکانیزم عملاً مانع اعمال حاکمیت یک مرجع بر شاه یا حاکم غیر مرجع می‌شود، چون همه خصوصاً حاکم مقلد می‌تواند با رعایت شروط حداقل یکی از مراجع و به شکل آزاد اعمال حاکمیت کند)
- فتوا در خصوص عدم لزوم تقلید از اعلم در بعضی موارد.
- فتوا در خصوص شرط هشتم تقلید از مجتهد رشید در کنار ۷ ویژگی دیگر که اغلب مراجع آنها را شرط کافی می‌دانند (مرد، بالغ، عاقل، شیعه دوازده امامی، حلال‌زاده، زنده و عادل)
- فتاوی خاص او در خصوص عدم حرمت استماع صدای زنان در هنگام نماز یا غیر آن اگر به هدف لذت نباشد، در خصوص ربا و کیفیت تشهد تفاوتهایی با سایر مراجع دارد.

## فرزندان
اشرفی سه فرزند پسر داشت که دو تن آنان روحانی بوده و فعالیت‌های وی را دنبال می‌کردند و اطلاعات زیادی در خصوص پسر سوم وی که در زمان حیاتش درگذشت و همچنین دخترانش در دسترس نیست.

### شیخ محمدعلی مجتهد
محمدعلی بزرگ‌ترین فرزند اشرفی است. وی همواره در کنار پدر بود و پس از درگذشت او، به عنوان جانشین، خدمات پدر را در بابل ادامه داد. شیخ 'محمد علی مجتهد'، در 'بهشهر' و در پنجم شعبان سال ۱۲۵۹ ه‍. ق، متولد شد و به همراه پدر هجرت کرده و با هم به بابل آمدند، پس از ملا محمد، وی جانشین او گردید و 'شیخ محمد حسن' معروف به 'شیخ کبیر' متوفی ۱۳۴۵ ه‍. ق، بخاطر احترامی که برای اشرفی قایل بود، با آنکه بر بقیه روحانیون شهر ارجحیت داشت، امامت در مسجد جامع را به 'محمد علی مجتهد' واگذار کرد. پس از درگذشت محمدعلی در سال ۱۳۲۴ه‍. ق، 'شیخ کبیر'، امامت مسجد جامع را پذیرفت.

### شیخ جعفر شریعت مدار اشرفی
شیخ جعفر پس از تحصیل در حوزهٔ علمیهٔ نجف، به زادگاه خویش -بهشهر- بازگشت و تا پایان عمر به تدریس در حوزهٔ علمیه ملاصفرعلی و مدرسه باشی بهشهر و پیگیری امور دینی مردم پرداخت. وی در ۱۵ رجب سال ۱۲۶۳ قمری متولد و در چهارم رجب ۱۳۲۲ وفات یافت. «شیخ جعفر» دارای پسری بنام «شیخ محمدحسن» بود که بعدها از علما و مجتهدین صاحب نام مازندران گردید، چنانچه در بعضی ازکتاب‌های رجال از وی تجلیل شده و آمده است: «وی مجتهدی جلیل، عالم و ادیبی فاضل است که به نجف اشرف هجرت کرده و از اساتید آن استفاده کرد و به درجه ای از فضل و کمال رسید و به وطن مراجعت نمود و متصدی امور شرعیه گردید و در سال ۱۳۷۲ ارتحال نمود…»  
حاج شیخ «محمد جواد حجتی»، متوفی ۱۳۷۵ شمسی، از فرزندان «شیخ محمدحسن» بود. شهید ضیاءالدین حجتی یکی از همرزمان شهید چمران نیز از نوادگان شیخ محمدحسن بود. محمد حسین حجتی معروف به دکتر حجتی از اولین اطباء بهشهر و همچنین  غلامرضا حجتی اشرفی نویسنده مجموعه کتابهای حقوقی برادرزاده شیخ محمدحسن و نوه شیخ جعفر است.

### محمد صادق
وی فرزند سوم مرحوم اشرفی بود که در سال ۱۲۷۶ قمری به دنیا آمد و در محرم ۱۲۹۸ قمری -در زمان حیات پدر- درگذشت و در نجف به خاک سپرده شد.
اطلاعی از نام دختران او در دست نیست اما نوادگان دختری ملامحمد در بارفروش ساکن هستند و از میان آنها میرزامحمود رئیس از شاعران بابل شناخته شده است. میرزا محمود رئیس بارفروشی متخلص به محوی در ۱۲۸۴ه. ق در بارفروش به دنیا آمد. از سوی مادر به ملا محمد اشرفی منسوب است. پدرش سید محمد رئیس پسر محمودبن صادق با چند واسطه به قوم الدین مرعشی معروف به میربزرگ وابسته است. بیش از ده هزار بیت شعر در فنون گوناگون عروضی از میرزا محمود رئیس به یادگار مانده است. او خوی درویشی داشت. نوه دختری دیگر اشرفی شیخ محمدباقر حائری مازندرانی معروف به آیت‌الله‌زاده مازندرانی است. خانم توسی حائری و پروفسور دانا حائری فرزندان آیت‌الله‌زاده مازندرانی هستند.

## درگذشت و مقبره
سرانجام محمد اشرفی پس از ۹۵ سال، در شب دوشنبه ابتدای ماه مبارک رمضان سال ۱۳۱۵ هجری قمری درگذشت.
پیکر او پس از تشییع جنازه‌ای که می‌گویند در بابل بی‌نظیر بوده همراه با دسته‌جات سوگواری ـ و اقامهٔ نماز، در بابل به خاک سپرده شد. مقبره او در سال ۱۳۹۰خ همراه با برگزاری کنگره بزرگداشت او بازسازی و رونمایی شد. مقبره او و استادش سعیدالعلما در کنار مسجد جامع بابل قرار گرفته است.

## بزرگداشت
در اردیبهشت ۱۳۹۰ کنگره بزرگداشت وی و سعیداالعلما توسط سازمان تبلیغات اسلامی برگزار گردید. در این کنگره بیش از ۱۳۰ مقاله ارائه شد. مدیرکل اداره فرهنگ و ارشاد اسلامی مازندران هدف از برگزاری کنگره وی را سیری در زندگی، احوال و شخصیت، کتاب‌شناسی توصیفی، تحلیل و بررسی نظریات و آراء خاص فقهی، آراء و نظریات ویژه تفسیری، کلامی، عرفانی و اخلاق، سیری در مقالات معنوی و مکاشفات عرفانی (سلوک عرفانی) وی دانست.
همزمان با کنگره بزرگداشت وی هشت اثر از او و سعیدالعلماء رونمایی گردیده و تمبر یادبود آندو نیز منتشر شد.